# Валетюди, Кристиан
Кристиан Валетюди (фр. Christian Valétudie; род. 27 мая 1952, Пуэнт-а-Питр) — французский легкоатлет, специалист по тройному прыжку. Выступал на профессиональном уровне в 1973—1983 годах, бронзовый призёр Средиземноморских игр, многократный чемпион Франции, бывший рекордсмен страны, участник летних Олимпийских игр в Москве.

## Биография
Кристиан Валетюди родился 27 мая 1952 года в городе Пуэнт-а-Питр, Гваделупа. Занимался лёгкой атлетикой в Кретее, проходил подготовку в местном клубе US Créteil-Lusitanos.
Впервые заявил о себе в тройном прыжке в сезоне 1973 года, выиграв международный турнир в немецком Касселе.
В 1974 году в составе французской сборной выступал на чемпионате Европы в помещении в Гётеборге, где в зачёте тройного прыжка стал седьмым.
В 1975 году в той же дисциплине стал седьмым на чемпионате Европы в помещении в Катовице. На домашнем Кубке Европы в Ницце занял второе место, уступив только советскому прыгуну Виктору Санееву, и установил рекорд Франции (16,70), превзойдя предыдущее достижение Бернара Ламитье на 5 см. Тем не менее, уже в следующем сезоне Ламитье вернул себе звание действующего рекордсмена.
В 1976 году среди прочего Валетюди показал седьмой результат на чемпионате Европы в помещении в Мюнхене.
В 1977 году был шестым на чемпионате Европы в помещении в Сан-Себастьяне, одержал победу в матчевой встрече со сборной Венгрии в Будапеште.
В 1979 году на международном турнире в итальянском Роверето превзошёл всех соперников и установил свой личный рекорд в тройном прыжке на открытом стадионе — 16,80 метра. Принимал участие в Средиземноморских играх в Сплите, где с результатом 16,50 стал четвёртым.
В 1980 году отметился выступлением на чемпионате Европы в помещении в Зиндельфингене, занял итоговое 11-е место. Благодаря череде успешных выступлений удостоился права защищать честь страны на летних Олимпийских играх в Москве — благополучно преодолел предварительный квалификационный этап программы тройного прыжка, но в финале провалил все три свои попытки, не показав никакого результата.
На Средиземноморских играх 1983 года в Касабланке завоевал бронзовую награду.
В течение своей спортивной карьеры Кристиан Валетюди в общей сложности 11 раз становился чемпионом Франции в тройном прыжке, в том числе пять раз на открытом стадионе (1975, 1978, 1980, 1982, 1983) и шесть раз в помещении (1974—1977, 1980, 1983).